# CD33
CD33, или Siglec-3, — белок, трансмембранный рецептор, расположенный на поверхности миелоидных клеток. Продукт гена человека CD33/SIGLEC3. Как правило, рассматривается в качестве миелоид-специфичного белка, но может присутствовать и на лимфоидных клетках.

## Структура
Внеклеточный участок рецептора содержит два иммуноглобулиновых домена (IgV и IgC2 типов). Таким образом, CD33 относится к надсемейству иммуноглобулинов. Внутриклеточный участок белка включает два ингибиторных мотива ITIM, которые вовлечены в ингибирование клеточной активности.

## Функции
CD33 является молекулой адгезии, связывается с сиаловой кислотой, поэтому относится к семейству белков SIGLEC группы лектинов. Предпочтительно взаимодействует с альфо-2,6-связанной сиаловой кислотой. В процессе иммунного ответа может действовать как ингибирующий рецептор лигандов, вызывающих фосфорилирование тирозина, за счёт рекрутирования цитоплазматических фосфатаз посредством своих SH2 доменов. Фосфатазы дефосфорилируют сигнальные молекулы, что и приводит к ингибированию сигнала. Показано, что in vitro CD33 способен индуцировать апоптоз клеток острого миелоидного лейкоза.

## Тканевая специфичность
Экспрессирован на моноцитах и других клетках миелоидного ряда.

## В терапии
Модифицированные моноклональные антитела против CD33 Гемтузумаб озогамицин (Gemtuzumab Ozogamicin) применялись для лечения острого миелоидного лейкоза. Однако, в 2010 году они прекратились использоваться в терапии. 